# Resolució 852 del Consell de Seguretat de les Nacions Unides
La Resolució 852 del Consell de Seguretat de les Nacions Unides fou adoptada per unanimitat el 28 de juliol de 1993. després de recordar la resolució anterior del Consell de Seguretat de les Nacions Unides sobre el tema, incloses les 501 (1982), 508 (1982) 509 (1982) i 520 (1982) i després d'estudar l'informe del Secretari General de les Nacions Unides sobre la Força Provisional de les Nacions Unides al Líban (FPNUL) aprovada a la Resolució 426 (1978), el Consell va decidir prorrogar el mandat de la FPNUL durant sis mesos més fins al 31 de gener de 1994.
El Consell va reemfatitzar el mandat de la Força i va demanar al Secretari General Boutros Boutros-Ghali que informés sobre els progressos realitzats respecte de l'aplicació de les resolucions 425 (1978) i 426 (1978).